# Taylor Ziemer
Taylor Ziemer (Santa Rosa, 16 juli 1998) is een Amerikaans voetbalspeelster. Ze speelde anno 2019 als aanvaller bij ADO Den Haag. In het seizoen 2023/24 kwam Ziemer uit voor FC Twente. Ze zal vanaf het seizoen 2024/25 uitkomen voor 1. FC Köln in de Bundesliga.

## Statistieken
| Seizoen | Club                 | Land      | Competitie  | Wedstrijden | Doelpunten |
| ------- | -------------------- | --------- | ----------- | ----------- | ---------- |
| 2018/19 | ADO Den Haag         | Nederland | Eredivisie  | 21          | 5          |
| 2021    | Breiðablik Kópavogur | IJsland   | Úrvalsdeild | 14          | 4          |
| 2022    | Breiðablik Kópavogur | IJsland   | Úrvalsdeild | 17          | 1          |
| 2023    | Breiðablik Kópavogur | IJsland   | Úrvalsdeild | 20          | 4          |
| 2023/24 | FC Twente            | Nederland | Eredivisie  | 20          | 10         |
| 2024/25 | 1. FC Köln           | Duitsland | Bundesliga  | 0           | 0          |
| Totaal  | Totaal               | Totaal    | Totaal      | 92          | 24         |

Bijgewerkt op 30 mei 2024.

## Interlands
Ziemer kwam uit voor het Amerikaanse O18-team.

## Privé
Ziemer kwam in 2018 voor een seizoen naar ADO Den Haag. Daarvoor speelde ze voor het universiteitsteam van de Universiteit van Virginia, waar ze een studie women, gender & sexuality volgde. Ziemer komt uit een voetbalfamilie, want zowel haar opa, als haar vader, moeder en ooms speelden voetbal.
1 De Jong ·
2 Everaerts ·
4 Carleer ·
5 Knol ·
6 Groenewegen ·
7 Hulst ·
8 Van Ginkel ·
9 Ravensbergen ·
10 Van Dooren ·
11 Tuin ·
12 Vliek ·
14 Rijsbergen ·
15 Diekman ·
16 Lemey ·
17 Andradóttir ·
18 Te Brake ·
19 Proost ·
20 Van Dijk ·
21 Oude Elberink ·
22 Bussman ·
23 Verdaasdonk ·
24 Galic ·
25 Van der Vegt ·
26 Vissers ·
29 Ivens ·
Coach: Pot
· Assistent-coach: Bakker